# Abdul Kadir Aziz
Abdul Kadir Aziz (* 1923 in Afghanistan; † 25. März 2016 in Chevy Chase, Maryland, Vereinigte Staaten) war ein afghanischer Mathematiker und Hochschullehrer.

## Leben
Aziz wurde in Afghanistan geboren und wuchs in Paris auf, wo sein Vater afghanischer Botschafter war. Später ging er nach Washington, D.C. Dort machte er 1952 seinen Bachelor am Wilson Teachers College und 1954 seinen Master an der George Washington University. Er wechselte zur mathematischen Fakultät der University of Maryland, College Park, wo er 1958 bei Joaquin Basilio Diaz mit einer Arbeit zum Thema On Higher Order Boundary Value Problems for Hyperbolic Partial Differential Equations in Two and Three Variables promovierte.
Nach seiner Promotion arbeitete Aziz an der Georgetown University, wo er 1963 zum ordentlichen Professor für Mathematik berufen wurde. 1966 wurde er Leiter der Fakultät. 1967 wechselte er zur University of Maryland, Baltimore County (UMBC). Dort gründete und leitete er die Abteilung für Mathematik und Statistik.

## Forschungsinteressen
Aziz forschte auf den Gebieten der numerischen Mathematik und der Lösung von partiellen Differentialgleichungen. Er war einer der Ersten, die die Finite-Elemente-Methode (FEM) begründeten und entwickelten. Diese Methode wurde schnell zu einem mächtigen Werkzeug zur Behandlung von Problemen in den Ingenieurwissenschaften, der Physik und in anderen Wissenschaftszweigen. Die erste Konferenz zur FEM wurde 1972 an der UMBC ausgerichtet. Aziz gab die Proceedings zu dieser Konferenz heraus. Zusammen mit Ivo Babuška schrieb er ein grundlegendes Buch über die FEM und bewies ein Theorem über das Konvergenzverhalten der FEM, das nach den beiden Wissenschaftlern Babuška-Aziz’s theorem benannt wurde.
Aziz’ Forschungsarbeiten wurden aus Mitteln der National Science Foundation, des Office of Naval Research, der United States Air Force, des Energieministeriums der Vereinigten Staaten und der United States Navy gefördert.

## Engagement
Aziz gründete 1999 eine Stiftung, die eine Vorlesungsreihe an der UMBC (später an der University of Maryland, College Park) etablierte, die Aziz-Vorlesungen. Die Vorlesungen beschäftigen sich mit numerischen Lösungsverfahren für Differentialgleichungen und werden ein- bis zweimal jährlich von Experten auf diesem Gebiet gehalten.

## Liste der Aziz-Vorlesungen und ihrer Vortragenden
| Jahr | Vortragender           | Thema | Institut                                                   | Land                   |
| ---- | ---------------------- | --- | ---------------------------------------------------------- | ---------------------- |
| 1999 | Ivo Babuška            | Mathematical Problems Related to the Reliability of Finite Element Analysis in Practice: When Can We Trust the Computational Results for Engineering Decisions | University of Texas at Austin                              | Vereinigte Staaten     |
| 1999 | Lars B. Wahlbin        | A Priori and A Posteriori Error Estimates in Finite Element Approximation                                                                                      | Cornell University                                         | Vereinigte Staaten     |
| 1999 | Douglas Arnold         | Colliding Black Holes and Gravity Waves: A New Computational Challenge                                                                                         | Pennsylvania State University                              | Vereinigte Staaten     |
| 2000 | Vidar Thomée           | Time Stepping in Parabolic Problems - Approximation of Analytic Semigroups                                                                                     | Technische Hochschule Chalmers                             | Schweden               |
| 2001 | Franco Brezzi          | Recent Approaches in the Treatment of Subgrid Scales | Universität Pavia                                          | Italien                |
| 2001 | Roger Temam            | Mathematical Problems in Meteorology and Oceanography | Indiana University Bloomington                             | Vereinigte Staaten     |
| 2002 | Randolph E. Bank       | Multigrid: From Fourier to Gauss | University of California, San Diego                        | Vereinigte Staaten     |
| 2002 | John M. Ball           | The regularity of minimizers in elasticity | University of Oxford                                       | Vereinigtes Konigreich |
| 2003 | Alfio Quarteroni       | Mathematical and Numerical Modeling of the Cardiovascular System                                                                                               | Polytechnikum Mailand                                      | Italien                |
| 2003 | Tom Hou                | Multiscale Modeling and Computation of Flow in Heterogeneous Media                                                                                             | California Institute of Technology                         | Vereinigte Staaten     |
| 2004 | Benoît Perthame        | Mathematical models for cell motion | École normale supérieure                                   | Frankreich             |
| 2004 | Michael Vogelius       | Electromagnetic imaging for small inhomogeneities | Rutgers University                                         | Vereinigte Staaten     |
| 2005 | Willi Jäger            | Multiscale Modeling in Biosciences:Ion Transport through Membranes                                                                                             | Ruprecht-Karls-Universität Heidelberg                      | Deutschland            |
| 2006 | Yann Brenier           | String integration of some MHD equations | Centre national de la recherche scientifique               | Frankreich             |
| 2006 | George C. Papanicolaou | Imaging in random media | Stanford University                                        | Vereinigte Staaten     |
| 2007 | Emmanuel J. Candes     | Compressive Sampling | California Institute of Technology                         | Vereinigte Staaten     |
| 2007 | Albert Cohen           | Adaptive Approximation by Greedy Algorithms | Universität Pierre und Marie Curie                         | Frankreich             |
| 2008 | Richard D. James       | New materials from mathematics: real and imagined | University of Minnesota                                    | Vereinigte Staaten     |
| 2008 | Gregoire Allaire       | Topology optimization of structures | École polytechnique                                        | Frankreich             |
| 2009 | Leslie Greengard       | The Fast Multipole Method and its Applications | New York University                                        | Vereinigte Staaten     |
| 2009 | Thomas J. R. Hughes    | Isogeometric Analysis | University of Texas at Austin                              | Vereinigte Staaten     |
| 2010 | Ronald DeVore          | A Taste of Compressed Sensing | Texas A&M University                                       | Vereinigte Staaten     |
| 2010 | Chi-Wang Shu           | Discontinuous Galerkin Finite Element Methods for High Order Nonlinear Partial Differential Equations                                                          | Brown University                                           | Vereinigte Staaten     |
| 2011 | Peter Constantin       | Complex Fluids | Princeton University                                       | Vereinigte Staaten     |
| 2011 | Jinchao Xu             | Optimal and Practical Algebraic Solvers for Discretized PDEs                                                                                                   | Pennsylvania State University                              | Vereinigte Staaten     |
| 2012 | Michael Hintermüller   | Semismooth Newton Methods: Theory, Numerics and Applications                                                                                                   | Weierstraß-Institut für Angewandte Analysis und Stochastik | Deutschland            |
| 2013 | Vivette Girault        | Maximum Norm Stability and Error Estimates for Stokes and Navier-Stokes Problems                                                                               | Université Pierre et Marie Curie                           | Frankreich             |
| 2013 | Robert Pego            | Universality and chaos in clustering and branching processes                                                                                                   | Carnegie Mellon University                                 | Vereinigte Staaten     |
| 2014 | Annalisa Buffa         | The interplay between geometric modeling and simulation of partial differential equations                                                                      | Universität Padua                                          | Italien                |
| 2015 | Endre Süli             | Mathematical challenges in kinetic models of dilute polymers: analysis, approximation and computation                                                          | University of Oxford                                       | Vereinigtes Konigreich |
| 2015 | Lenya Ryzhik           | Waves in random media: the story of the phase | Stanford University                                        | Vereinigte Staaten     |
| 2015 | Wolfgang Dahmen        | Tensor Sparsity - a Regularity Notion for High Dimensional PDEs                                                                                                | RWTH Aachen                                                | Deutschland            |
| 2016 | Irene Fonseca          | Quantum Dots and Dislocations: Dynamics of Materials | Carnegie Mellon University                                 | Vereinigte Staaten     |
| 2016 | Alberto Bressan        | Modeling traffic flow on a network of roads | Pennsylvania State University                              | Vereinigte Staaten     |
| 2018 | Claude Le Bris         | Mathematical theory and computational approaches for modern materials science                                                                                  | Ecole des Ponts and Inria                                  | Frankreich             |
| 2018 | Arnaud Debussche       | Stochastic Nonlinear Schrödinger Equations | École normale supérieure de Rennes                         | Frankreich             |
| 2018 | Lloyd N. Trefethen     | Smooth random functions and smooth random ODEs | Oxford University                                          | Vereinigtes Konigreich |
| 2019 | Ralf Hiptmair          | Operator Preconditioning | ETH Zürich                                                 | Schweiz                |
| 2023 | Lexing Ying            | Some Mathematical Aspects of Deep Learning and Stochastic Gradient Descent                                                                                     | Stanford University                                        | Vereinigte Staaten     |

## Veröffentlichungen (Auswahl)
- Numerical Solutions of Boundary Value Problems for Ordinary Differential Equations, 2014, Academic Press, ISBN 978-1483235752
- Mit Manfred Friedrich Schneider, Roland Lemmert: The existence of generalized solutions for a class of linear and nonlinear equations of mixed type, 1990, Note Mat. 10, No.Suppl. 1
- Mit Manfred Friedrich Schneider, Roland Lemmert: A finite element method for the nonlinear Tricomi problem, 1990, Numer. Math. 58, No. 1
- Mit Manfred Friedrich Schneider: Uniqueness theorems for the Frankl-Morawetz problem in R2 for a class of nonlinear equations of mixed type, 1986, Math. Nachr. 125 online
- Mit Manfred Friedrich Schneider: The existence of generalized solutions for a class of quasi-linear equations of mixed type, 1985, J. Math. Anal. Appl. 107
- Mit Manfred Friedrich Schneider, Houde Han: A finite element method for a boundary value problem of mixed type, 1984, Numer. Math. 44 online
- Mit Manfred Friedrich Schneider: Weak solutions of the Gellerstedt and the Gellerstedt-Neumann problems, 1984, Trans. Am. Math. Soc. 283 online
- Mit Manfred Friedrich Schneider, John B. Bell: Existence and uniqueness for an equation of mixed type in a rectangle, 1982, Math. Methods Appl. Sci. 4
- Mit Manfred Friedrich Schneider: On uniqueness of Neumann-Tricomi problem in R2, 1980, Math. Methods Appl. Sci. 2 online
- Mit Manfred Friedrich Schneider: A finite element method for the Tricomi problem, 1980, Numer. Math. 35 online
- Mit Manfred Friedrich Schneider: Frankl-Morawetz problem in R3, 1979, SIAM J. Math. Anal. 10 online
- Mit Manfred Friedrich Schneider: On uniqueness of Frankl-Morawetz problem in R2, 1978, Monatsh. Math. 85 online
- Control theory of systems governed by partial differential equations Conference on Control Theory of Systems Governed by Partial Differential Equations, 1976, Academic Press, ISBN 0120686406
- Mit Ivo Babuška: The Mathematical Foundations of the Finite Element Method with Applications to Partial Differential Equations, 1972, Elsevier, Academic Press, ISBN 978-0-12-068650-6, Neuauflage 2014, ISBN 978-1483235745 teilweise online und online
- Lecture Series in Differential Equations, 1969, Van Nostrand Reinhold Inc., ISBN 978-0442004002
- Mit Joaquin Basilio Diaz: On Pompeiu's proof of the mean value theorem of the differential calculus of real valued functions, 1961, University of Maryland, College Park, Maryland, OCLC 1154617571 online